# Apicia arbuaria
Apicia arbuaria là một loài bướm đêm trong họ Geometridae.